# Нигия
Нигия — река в России, протекает по Каргасокскому району Томской области. Устье реки находится в 72 км по левому берегу реки Пыжина. Длина реки составляет 14 км.
В 3 км от устья, по левому берегу реки впадает река Левая Нигия.

## Данные водного реестра
По данным государственного водного реестра России относится к Верхнеобскому бассейновому округу, водохозяйственный участок реки — Обь от впадения реки Кеть до впадения реки Васюган, речной подбассейн реки — Кеть. Речной бассейн реки — (Верхняя) Обь до впадения Иртыша.
Код объекта в государственном водном реестре — 13010700112115200028454.